# 十市遠長
十市 遠長（とおち とおなが）は、戦国時代から安土桃山時代にかけての武将。大和国十市城主。官位は常陸介。

## 略歴
十市氏の一族だが、当主・遠勝との関係は不明。
永禄12年（1569年）に遠勝が死去すると、十市氏を代表する立場となり、遠勝の代に引き続き松永久秀に従った。元亀2年（1571年）8月、松永氏と敵対する筒井氏方の箸尾氏・越智氏により十市郷を侵害され、12月には筒井順慶に十市城を包囲された。
この頃、十市氏は十市後室（遠勝の妻）方と遠長方とに分かれて対立していたらしく、元亀3年（1572年）3月、両者は和睦した。
元亀3年（1572年）に松永久秀が織田信長と敵対すると、遠長は松永方から離れたとみられる。翌天正元年（1573年）、久秀が信長に降り、天正2年（1574年）、筒井順慶も岐阜に赴き信長と関係を深めている。同年2月、遠長は九条城（奈良県天理市）を攻略。次いで内膳城（橿原市）を攻め、城主・藤田左近を討ち取っている。3月には多聞山城に入った柴田勝家とともに上洛し、信長に拝謁した。同年11月、森屋氏・筒井氏との三家同盟を成立させる。
天正3年（1575年）3月、塙直政が大和守護に任じられたが、翌4月、十市郷は直政・松永久通・十市氏で三分割され、十市氏分は遠長と十市後室で半分ずつ知行することになる。同年7月、松永久通とおなへ（遠勝の娘）が婚儀を挙げ、11月、久通は十市城の遠長を攻めた。翌天正4年（1576年）3月、久通に再び攻められ十市城は開城し、遠長は河内国へと逃れた。
遠長の消息はこれからしばらく見えないが、天正8年（1580年）11月に奈良にいることが『多聞院日記』から分かる。天正9年（1581年）には信長による伊賀攻めに加わり、筒井順慶のもとで活躍した（天正伊賀の乱）。天正10月（1582年）には甲州征伐に従軍した。
天正13年（1585年）閏8月に筒井定次が伊賀へと転封になるとこれには従わず、郡山城に入った羽柴秀長に仕えたとみられる。
この後、天正14年（1586年）10月の「十市郷侍衆払」により十市郷を追われ、伊予に渡ったと考えられる。その後、伊予で病を患い、文禄2年（1593年）9月18日に死去した。